# Supercopa mexicana de futbol
La Supercopa mexicana de futbol, anomenada oficialment Campió de Campions (en castellà: Campeón de Campeones), és una competició futbolística mexicana.
La competició s'inicià el 1942 i fins al 1995 enfrontà al campió de la Lliga mexicana de futbol i la Copa Mèxic. Des del 2001 la disputen els campions del tornejos d'Obertura i Clausura. El campió de la competició obté una plaça per la Copa Libertadores.

## Historial
| Temporada | Campió        | Marcador         | Finalista     |
| --------- | ------------- | ---------------- | ------------- |
| 1942      | CF Atlante    | 5–4              | España        |
| 1943      | Marte         | 1–0              | Moctezuma     |
| 1944      | España        | 5–3              | Asturias      |
| 1945      | España        | 3–0              | Puebla FC     |
| 1946      | Atlas         | 3–2              | Veracruz      |
| 1947      | Moctezuma     | 3–0              | CF Atlante    |
| 1948      | León          | 1–0              | Veracruz      |
| 1949      | León          | León             | León          |
| 1950      | Atlas         | 3–1              | Veracruz      |
| 1951      | Atlas         | 1–0              | CF Atlante    |
| 1952      | CF Atlante    | 1–0              | León          |
| 1953      | Tampico       | 3–0              | Puebla FC     |
| 1954      | Marte         | 3–2              | América       |
| 1955      | América       | 3–2              | Zacatepec     |
| 1956      | León          | 2–1              | Toluca        |
| 1957      | Guadalajara   | 2–1              | Zacatepec     |
| 1958      | Zacatepec     | 1–0              | León          |
| 1959      | Guadalajara   | 2–1              | Zacatepec     |
| 1960      | Guadalajara   | 0–0 (12–11 pen.) | Necaxa        |
| 1961      | Guadalajara   | 1–0              | Tampico       |
| 1962      | Atlas         | 2–0              | Guadalajara   |
| 1963      | Oro           | 3–1              | Guadalajara   |
| 1964      | Guadalajara   | 2–0              | América       |
| 1965      | Guadalajara   | 2–1              | América       |
| 1966      | Necaxa        | 2–0              | América       |
| 1967      | Toluca        | 1–0              | León          |
| 1968      | Toluca        | 3–1 (3–2)        | Atlas         |
| 1969      | Cruz Azul     | Cruz Azul        | Cruz Azul     |
| 1970      | Guadalajara   | Guadalajara      | Guadalajara   |
| 1971      | León          | 1–0              | América       |
| 1972      | León          | 3–2              | Cruz Azul     |
| 1973      | No es disputà | No es disputà    | No es disputà |
| 1974      | Cruz Azul     | 2–1              | América       |
| 1975      | UNAM          | 1–0              | Toluca        |
| 1976      | América       | 2–0              | UANL          |
| 1977–87   | No es disputà | No es disputà    | No es disputà |
| 1988      | América       | 1–2 (3–2)        | Puebla FC     |
| 1989      | América       | 2–1              | Toluca        |
| 1990      | Puebla FC     | Puebla FC        | Puebla FC     |
| 1991–94   | No es disputà | No es disputà    | No es disputà |
| 1995      | Necaxa        | Necaxa           | Necaxa        |
| 1996–2001 | No es disputà | No es disputà    | No es disputà |
| 2003      | Toluca        | 2–1              | Monterrey     |
| 2004      | UNAM          | 7–3              | Pachuca       |
| 2005      | América       | 2–1              | UNAM          |
| 2006      | Toluca        | 2–0              | Pachuca       |
| 2007-2014 | No es disputà | No es disputà    | No es disputà |
| 2015      | Santos Laguna | 1–0              | América       |
| 2016      | UANL          | 1–0              | Pachuca       |
| 2017      | UANL          | 1–0              | Guadalajara   |

## Palmarès
| Equip       | Victòries | Anys                                     |
| ----------- | --------- | ---------------------------------------- |
| Guadalajara | 7         | 1957, 1959, 1960, 1961, 1964, 1965, 1970 |
| León        | 5         | 1948, 1949, 1956, 1971,1972              |
| América     | 5         | 1955, 1976, 1988, 1989, 2005             |
| Atlas       | 4         | 1946, 1950, 1951, 1962                   |
| Toluca      | 4         | 1967, 1968, 2003, 2006                   |
| CF Atlante  | 2         | 1942, 1952                               |
| Marte       | 2         | 1943, 1954                               |
| UNAM        | 2         | 1975, 2004                               |
| Cruz Azul   | 2         | 1969, 1974                               |
| Necaxa      | 2         | 1966, 1995                               |
| Moctezuma   | 1         | 1947                                     |
| Oro         | 1         | 1963                                     |
| Puebla FC   | 1         | 1990                                     |
| Tampico     | 1         | 1953                                     |
| Zacatepec   | 1         | 1958                                     |